# Mohammed Aman
Mohammed Aman, född 10 januari 1994, är en etiopisk friidrottare som tävlar i medeldistanslöpning. 